# Sanzinia
Genre
Sanzinia est un genre de serpents de la famille des Boidae. Ils sont appelés Boa arboricole de Madagascar

## Répartition
Les deux espèces sont endémiques de Madagascar.

## Liste des espèces
Selon The Reptile Database (5 décembre 2014) :
- Sanzinia madagascariensis (Duméril & Bibron, 1844)
- Sanzinia volontany Vences & Glaw, 2004

## Publication originale
- Gray, 1849 : Catalogue of the specimens of snakes in the collection of the British Museum, London, p. 1-125 (texte intégral).